# جورج وسوف
جورج وديع وسوف (مواليد 23 ديسمبر 1961) هو مطرب ومغني سوري. أصدر أكثر من 30 ألبومًا في مسيرته الفنية التي امتدَّت لأكثر من أربعة عقود، وله جمهور كبير من المعجبين في جميع أنحاء العالم العربي. اشتَهَر بلقب سُلطان الطرب، وهو أحد أنجح المطربين العرب؛ إذ باع أكثر من 60 مليون تسجيل في جميع أنحاء العالم.

## حياته
وُلد جورج وديع وسوف في 23 ديسمبر 1961 في الكفرون لعائلة مكوَّنة من خمسة أبناء، بدايته في الفن كانت بسن الرابعة عشرة حين اشتَهَر في سوريا بغنائه موَّال «حاصبيا». انتقل إلى دمشق للغناء في مطعم الحديقة الخضراء، لكنَّ نقابة الموسيقيين أصدرت قرارًا بمنعه من الغناء لأنه لم يبلغ الثامنة عشرة من العمر. توسَّط أحدُ المعجبين بموهبته له فسُمح له بالغناء بحُجَّة أن صوته أكبر من عمره. بعد اشتهاره محليًّا انتقل إلى لبنان ولم يكن قد تجاوز السادسة عشرة من عمره، ورعاه الفنانان جورج يزبك ووديع الصافي فنيًّا. عمل مع كبار الملحِّنين مثل سيد مكاوي، وشاكر الموجي، وبليغ حمدي، وقدَّم معهم العديد من الأعمال، واشتَهَرت أغنيته «الهوى سلطان»، فنال بسببها لقب «سلطان الطرب». اشترك في برنامج الهُواة «ستوديو الفن» عام 1980.

## مشواره الفني
كانت انطلاقته الفنية مع المواويل التي مهَّدت له طريق الفن. في أحد الأيام غنَّى جورج في حفلة مدرسية موَّالًا كان قد حفظه عن والده يقول مطلعه:
بعد أن اشتَهَر بدأت العروض تنهال عليه في دمشق، وهو في بداية العقد الثاني من عمره. وحقَّق شهرة كبيرة وعُرض عليه أن يسافرَ إلى لبنان وهو لا يتجاوز السادسة عشرة من عمره، فوافق على الفور، وقال: «لقد نمت على الأرصفة من أجل فني». بعد ذيوع صيته في أرجاء لبنان انهالت عليه الدعَوات لإحياء حفَلات في المقاهي الليلية والفنادق الفخمة.
أولى حفَلاته كانت في أحد فنادق عالية الكبيرة؛ وأخذ يقدم الحفلات في سوريا ولبنان، وأُطلق عليه لقب المطرب المعجزة أو «الطفل المعجزة». في بداية احترافه غنَّى للكبار مثل عبد الحليم حافظ، وأم كلثوم، ووديع الصافي. وفي مطلع التسعينيات من القرن العشرين غنَّى أغنية كاظم الساهر التي ناسبت خامة صوته وأسلوبه في الطرب، وهي أغنية «سلمتك بيد الله». وبعدها انتشر أكثر فأكثر بفضل أغانيه الخاصة مثل: الحبايب، دقيت على الأبواب، حلف القمر، بتعاتبني على كلمة. وجميعها من تلحين كبار الموسيقيين مثل بليغ حمدي، وزهير عيساوي، ونور الملَّاح، وشاكر الموجي، وسيِّد مكَّاوي. التزم جورج بالأصالة الموسيقية الشرقية، ولم يهتمَّ بكثرة الإنتاج، ولكن بجودته وتميُّزه في الكلمات والألحان قبل الأداء.
تجاوز نشاط جورج وسوف الفني حدود بلاده سوريا؛ فقد أقام حفَلات في جميع أنحاء العالم العربي، وأوربا، وأمريكا، وكندا، وأستراليا. وفي عام 1985 غنَّى في مهرجان قرطاج في تونس أمام 15 ألفًا من عشَّاقه، وتبرَّع برَيع الحفلة للأعمال الخيرية.

## حياته الخاصة

### زواجه الأول
تعرَّف زوجته شاليمار في إحدى حفَلاته وكان عمره تقريبًا 21 سنة، تزوَّجا زواجًا مدنيًّا في باريس؛ لأن أهلها لم يكونوا راضين. وفي أقوال أُخرى: لمَّا طلبها رفضوه فتزوَّجها من دون رضاهم «خطيفة» كما درج إطلاق هذه العبارة على هذا النوع من الزواج. رُزق منها بثلاثة أبناء: وديع، وحاتم، وجورج جونيور. انفصل الزوجان بعد 28 عامًا من الزواج في عام 2009.

### زواجه الثاني
تزوَّج بطلة الراليات القطرية الفلسطينية ندى زيدان، وقد ذكرت أنها التقت جورج في مستشفى العظام في «إسباير» بدولة قطر، حين جاء للعلاج بترتيب من ولده وديع الذي يعمل مهندسًا في قطر. وتعمل ندى في المشفى رئيسةً لقسم شؤون اللاعبين، إضافة إلى كونها بطلة راليات. أشرفت على حالة جورج؛ لتولد بينهما قصَّة حب من النظرة الأولى. وأكدت في تصريحات أن زواجها من جورج وسوف جرى على الطريقة الإسلامية على يد مفتي سوريا الشيخ أحمد حسون في 2016، وقدَّم لها المطرب خاتم زواج بتوقيع chaumet أحضره من إيطاليا. أنجب منها مولودة (في مؤسسة حمد الطبية) في الدوحة أسمتها عيون. ندى زيدان تركية الجنسية من أصول فلسطينية ويحمل والدُها الجنسية اليمنية، واكتسبت الجنسية التركية من والدتها. وعيون هي البنت الوحيدة لجورج وسوف وأخت غير شقيقة لأبنائه. وكانت تقيم معه في بلدة الكفرون بريف حِمص، ثم غادرا إلى السويد وحين ظهرت عليها علامات الحمل آثرت السفر مع والدَيها للاستقرار في الدوحة نظرًا للظروف في سوريا وصعوبة التنقل بين الدول.
في مارس 2017 قرَّرت بطلة الرالي القطرية أن تكسر صمتها، وتكشف حقيقة طلاقها، بعدما كانت ملتزمةً الصمت منذ زواجها به قبل ثلاث سنوات. وتصدَّرت غلاف مجلة «زهرة الخليج» في مقابلة حصرية كشفت فيها عن سبب دعوى الطلاق التي رفعتها على جورج. وفي عنوان عريض، ورد على غلاف المجلة: «ندى زيدان: لأجل ابنتي طلبتُ الطلاق من جورج وسوف».

### تعرضه لوعكات صحية
في عام 2001 أجرى عملية جراحية غير فيها «وركيه» في ليلة 19 أكتوبر عام 2011 تعرض لجلطة دماغية إثر إهماله لتناول دواء الضغط الخاص به، فغاب عن الوسط الفني مدة ثلاث سنوات، وكان في هذه المدة يتنقل في عدة دول عربية وأوروبية لتلقي العلاج وعلى إثرها أصيب بشلل نصفي في نصفه الأيسر. كان أول ظهور له بعد الوعكة في برنامج خاص (قول يا ملك) على قناة الحياة والجديد مع الإعلامي نيشان ديرهاروتيونيان عام 2014 ومثل بداية عودته إلى الساحة الفنية.

### قصة اعتقاله
اعتقلته الشرطةُ السويدية في ستوكهولم مساء السبت 2 نوفمبر 2008، لحيازته مخدِّرات، فقد ذكرت إحدى الصُّحف المحلية أنه ضُبط 30 غرامًا من الكوكايين بحوزته، وذلك قبيل استعداده لإحياء حفل غنائي قرب المدينة اضطُرَّ إلى إلغائه. ثم ظهرت براءته ولم تثبت إدانته، وتبيَّن أنها قضية ملفَّقة. لكنَّ جورج قال: إن ما ذُكر مجرَّد إشاعة للتشويش على حفله الغنائي هناك.

### وفاة ابنه
في فجر يوم 7 يناير 2023، أعلن جورج وسوف في حسابه الشخصي على تويتر، وفاةَ ابنه البِكر وديع مساء يوم الجمعة الموافق 6 يناير.

## أعماله الفنية

### ألبومات
| الألبوم         | المنتج    | سنة الإنتاج | الأغاني كلمات وألحان |
| --------------- | --------- | ----------- | --- |
| الهوى سلطان     | ريلاكس إن | 1984        | الهوى سلطان - كلمات: بديع يزبك. ألحان: جورج يزبك حلف القمر - كلمات: شفيق المغربي. ألحان: نور الملاح قولي ولا تخبيش - كلمات وألحان: مقداد السهيلي روحي يا نسمة - كلمات: ميشال جحا. ألحان: نور الملاح الحبايب - كلمات وألحان: زهير عيساوي |
| صياد الطيور     | ريلاكس إن | 1990        | كلمات: أحمد فؤاد نجم. ألحان: شاكر الموجي الحب شاطر - كلمات: عبد الرحمن سيد الأهل. ألحان: شاكر الموجي الغالي - كلمات: محمد زكي الملاح. ألحان: سيد مكاوي |
| روح الروح       | ريلاكس إن | 1992        | أوعديني - كلمات: نبيل مهدي. ألحان: شاكر الموجي لو نويت - كلمات: شوقي شريف. ألحان: عصام جاد وشاكر الموجي روح الروح - كلمات وألحان: شاكر الموجي بتعاتبني على كلمة - كلمات وألحان: شاكر الموجي جرحونا - كلمات: مصطفى السبيلي. ألحان: شاكر الموجي اسمعيني بكلمة - كلمات وألحان: شاكر الموجي سلمتك بيد الله - كلمات: عزيز الرسام. ألحان: كاظم الساهر |
| شيء غريب        | ريلاكس إن | 1993        | شيء غريب - كلمات: صلاح جوهر. ألحان: نبيل غزاوي غلابة - كلمات: إبراهيم الدرواني. ألحان: شاكر الموجي ويا القدر - كلمات وألحان: شاكر الموجي |
| كلام الناس      | ريلاكس إن | 1994        | كلام الناس - كلمات: أحمد شتا. ألحان: صلاح الشرنوبي الحب الأولاني - كلمات: أحمد شتا. ألحان: صلاح الشرنوبي حارمنا - كلمات وألحان عصام جادلو يوعدني الهوى - كلمات: عزت الجندي. ألحان: شاكر الموجي حبيبي كده - كلمات وليد رزيقة. ألحان: صلاح الشرنوبي بياعين الهوى - كلمات أحمد شتا. ألحان: صلاح الشرنوبي |
| ليل العاشقين    | ريلاكس    | 1996        | أرضى بالنصيب - كلمات: أحمد شتا. ألحان: صلاح الشرنوبي ليل العاشقين - كلمات: وليد رزيقة. ألحان: صلاح الشرنوبي الكلمة الحلوة - كلمات: أحمد شتا. ألحان: صلاح الشرنوبي آه حبايب - كلمات: وليد رزيقة. ألحان: صلاح الشرنوبي حد ينسى قلبو - كلمات أحمد شتا. ألحان: صلاح الشرنوبي لعب الهوى - كلمات نبيل أفيوني. ألحان: شاكر الموجي |
| لسه الدنيا بخير | روتانا    | 1997        | الحب الكبير - كلمات عوض بدوي. ألحان: أمجد العطافي ياللي جمالك - كلمات نبيل أفيوني. ألحان: نور الملاح ومشينا يا حبيبي - كلمات عوض بدوي. ألحان: أمجد العطافي العوازل (أغنية) - كلمات عبد الوهاب محمد. ألحان: عوض بدوي يا عيني آه - كلمات نبيل أفيوني. ألحان: نور الملاح لسه الدنيا بخير - كلمات أحمد شتا. ألحان: صلاح الشرنوبي |
| طبيب جراح       | روتانا    | 1999        | طبيب جراح (أغنية) - كلمات: صفوح شغالة. ألحان: شاكر الموجي حبيبي والزمن - كلمات: فوزي إبراهيم. ألحان: أمجد العطافي كل يوم - كلمات: أحمد شتا. ألحان: صلاح الشرنوبي لو كل عاشق - كلمات: فوزي إبراهيم. ألحان: أمجد العطافي تخسر رهانك - كلمات: صفوح شغالة. ألحان: شاكر الموجي أنا آسف - كلمات: عوض بدوي. ألحان: أمجد العطافي |
| دول مش حبايب    | روتانا    | 2000        | أنا راضي بالسهر - كلمات: فوزي إبراهيم. ألحان: أمجد العطافي كده كفاية - كلمات: بهاء الدين محمد. ألحان: أمجد العطافي ما تقولوا ليه - كلمات: بهاء الدين محمد. ألحان: أمجد العطافي دول مش حبايب - كلمات نبيل أفيوني. ألحان: شاكر الموجي لعبة نظر - كلمات: أحمد درويش. ألحان: شاكر الموجي عشاق آخر زمن - كلمات: عوض بدوي. ألحان: أمجد العطافي |
| زمن العجايب     | روتانا    | 2001        | يوم الوداع - كلمات: عوض بدوي. ألحان: أمجد العطافي كلنا مجاريح - كلمات: عوض بدوي. ألحان: أمجد العطافي العاشق مننا - كلمات: عوض بدوي. ألحان: أمجد العطافي ليه تهربي - كلمات بلال يحى. ألحان: مازن زوائدى للهوى أحكام - كلمات: عوض بدوي. ألحان: أمجد العطافي زمن العجايب - كلمات: إبراهيم الدرواني. ألحان: شاكر الموجي |
| إنت غيرهم       | روتانا    | 2002        | إنت غيرهم - كلمات: فوزي إبراهيم. ألحان: أمجد العطافي قلب العاشق دليلو - كلمات: عوض بدوي. ألحان: أمجد العطافي حبيت أرمي الشبك - كلمات: عبد الجليل وهبة. ألحان: جورج يزبك روحولوا واسألوه - كلمات: عوض بدوي. ألحان: أمجد العطافي الفرقة صعبة - كلمات: توفيق بركات. ألحان: جورج يزبك باسم الحب الجميل - كلمات: عوض بدوي. ألحان: أمجد العطافي |
| سلف ودين        | روتانا    | 2003        | سلف ودين - كلمات: عبير الرزاز. ألحان: أمجد العطافي صابر وراضي - كلمات: فوزي إبراهيم. ألحان: أمجد العطافي اسكت - كلمات: نبيل أفيوني. ألحان: شاكر الموجي بنفكر بالناس - كلمات: فوزي إبراهيم. ألحان: أمجد العطافي حبك يا جميل - كلمات وألحان: رياض البندك |
| اتأخرت كتير     | روتانا    | 2004        | قول الكلمتين - كلمات: هاني الصغير. ألحان: أمجد العطافي سيبهم - كلمات: محمود عبد العزيز. ألحان: أمجد العطافي اتأخرت كتير - كلمات: مصطفى زكي. ألحان: أمجد العطافي خدني الحنين - كلمات: عوض بدوي. ألحان: أمجد العطافي سهرت الليل - كلمات وألحان: رياض البندك |
| هي الأيام       | روتانا    | 2006        | غدر ناس - كلمات: فوزي إبراهيم. ألحان: أمجد العطافي هي الأيام - كلمات: فوزي إبراهيم. ألحان: أمجد العطافي ليلة ودعنا - كلمات: مصطفى زكي. ألحان: أمجد العطافي مستني مني إيه - كلمات: هاني عبد الكريم. ألحان: وليد سعد حنينك حنيني - كلمات: إلياس ناصر. ألحان: طارق أبوجودة خسرت كل الناس - كلمات: هاني عبد الكريم. ألحان: وليد سعد بستنى باليوم واليومين - كلمات: نادر عبد الله. ألحان : وليد سعد الزمن دوار - كلمات: عبير الرزاز. ألحان: أمجد العطافي |
| كلامك يا حبيبي  | روتانا    | 2008        | علم قلبي الشوق - كلمات: أحمد شتا. ألحان: صلاح الشرنوبي كلامك يا حبيبي - كلمات: عوض بدوي. ألحان: وليد سعد سبت الدنيا - كلمات: عوض بدوي. ألحان: وليد سعد يا نجوم اليل - كلمات: عوض بدوي. ألحان: أمجد العطافي أدي اللي كانوا - كلمات: أحمد سامي. ألحان: أمجد العطافي أصعب فراق - كلمات: أحمد شتا. ألحان: صلاح الشرنوبي |
| الله كريم       | روتانا    | 2009        | الله كريم - كلمات: محمود عبد العزيز. ألحان: أمجد العطافي لا تروح (دقيت بابي انفتح) - كلمات: أحمد درويش. ألحان: هيثم زياد الصبر طيب - كلمات: أحمد سامي. ألحان: وليد سعد دهب (أغنية) - كلمات: ميشال حجا. ألحان: ملحم بركات الأيام دية صعبة شوية - كلمات: هاني الصغير. ألحان: أمجد العطافي من هنا ورايح - كلمات: بهاء الدين محمد. ألحان: أمجد العطافي                                                                                                  |
| إشتقنالك        | روتانا    | 2015        | من هنالاورايح، هي الايام، الله كريم، الصبر طيب، اتأخرت كتير، أصعب فراق، بنفكر في الناس، بستنا باليوم واليومين، خدني الحنين، سلف ودين، شكرا، صابر وراضي، علم قلبي الشوق |

### إصدارات منفردة
| 1981 | بتحبيني ايوة لأ   |
| 1983 | دبنا عغيابك       |
| 1983 | ترغلي             |
| 1983 | سنين في هواه      |
| 1985 | يابو العيون حلوين |
| 1986 | يا مولدني         |
| 1986 | أحلى أيام العمر   |
| 2010 | دوارة الأيام      |
| 2011 | بيحسدوني          |
| 2012 | أمري لله          |
| 2012 | مريم              |
| 2013 | ذكريات            |
| 2013 | وبيسألوني عليك    |
| 2013 | يامايا            |
| 2013 | سكت الكلام        |
| 2014 | شوق العمر         |
| 2017 | بندهلك            |
| 2018 | ملكة جمال الروح   |
| 2019 | حال الجريح        |
| 2020 | صاحي الليل        |
| 2021 | ياه عالزمن        |
| 2023 | بيتكلم عليا       |
| 2023 | نص عمري           |

### فيديو كليبات
| الأغنية                       | العام | المنتج            | المخرج                                              |
| ----------------------------- | ----- | ----------------- | --------------------------------------------------- |
| كلام الناس                    | 1994  | art الموسيقى      | محمد أمين عمر، الموديل سيرين عبد النور              |
| إرضى بالنصيب                  | 1996  | art الموسيقى      | وليد السيد، الموديل هيفاء وهبي                      |
| لسه الدنيا بخير               | 1998  | art الموسيقى      | حسين دعيبس                                          |
| طبيب جراح                     | 1999  | art الموسيقى      | طوني أبو الياس                                      |
| أنا أسف                       | 1999  | art الموسيقى      | طوني أبو الياس                                      |
| دول مش حبايب                  | 2000  | art الموسيقى      | طوني أبو الياس                                      |
| ما تقولوا ليه                 | 2000  | روتانا            | ميرنا خياط، الموديل ماري جوزيه حنين ملكة جمال لبنان |
| زمن العجايب                   | 2001  | art الموسيقى      | طوني أبو الياس                                      |
| يوم الوداع                    | 2002  | art الموسيقى      | ميرنا خياط                                          |
| سلف ودين                      | 2003  | روتانا            | طوني أبو الياس                                      |
| صابروراضي                     | 2003  | روتانا            | ميرنا خياط                                          |
| سهرت الليل                    | 2004  | روتانا            | طوني قهوجي                                          |
| تأخرت كتير                    | 2004  | روتانا            | ميرنا خياط                                          |
| ليلة وداعنا                   | 2006  | روتانا            | وليد ناصيف                                          |
| كلامك يا حبيبي                | 2008  | روتانا            | وليد ناصيف                                          |
| علم قلبي الشوق                | 2008  | روتانا            | وليد ناصيف                                          |
| سبت الدنيا                    | 2008  | روتانا            | وليد ناصيف، الموديل المذيعة رانيا السبع             |
| فرحة رجوعك يا لبنان           | 2009  | روتانا            | وليد ناصيف                                          |
| أصعب فراق                     | 2010  | روتانا            | وليد ناصيف                                          |
| دوارة الأيام، ما ملكت أيمانكم | 2010  | ميلودي            | مصطفى صفوان نعمو                                    |
| بيحسدوني                      | 2011  | روتانا            | ميرنا خياط                                          |
| بعدك يا وطني                  | 2011  | تلفزيون سما       | دواوود شيباني                                       |
| ذكريات                        | 2013  | روتانا            | كميل طانيوس                                         |
| ملكة جمال الروح               | 2018  | إنتاج خاص         | جاد شويري                                           |
| حال الجريح                    | 2019  | إنتاج خاص         | مايا عقيل                                           |
| سكت الكلام                    | 2019  | إيمار ميوزيك      | أحمد المنجد                                         |
| صاحي الليل                    | 2020  | إنتاج خاص         | رودولف جبر                                          |
| ياه عالزمان                   | 2021  | لايف ستايل ستديوز | فادي حداد                                           |
| بيتكلم عليا                   | 2022  | رودولف جبر        | إيلي سمعان                                          |
| نجم عالي ،الموديل ديمة قندلفت | 2023  | إنتاج خاص         | طوني قهوجي                                          |
| رقصة إسباني                   | 2024  | إنتاج خاص         | جاد شويري                                           |

## وصلات خارجية
- جورج وسوف على موقع IMDb (الإنجليزية)
- جورج وسوف على موقع قاعدة بيانات الأفلام العربية
- جورج وسوف على موقع ميوزك برينز (الإنجليزية)
- جورج وسوف على موقع ميوزك برينز (الإنجليزية)
- جورج وسوف على موقع أول ميوزيك (الإنجليزية)
- جورج وسوف على موقع ديسكوغز (الإنجليزية)
- الموقع الرسمي